# Bündnis Dresden Nazifrei
Das Bündnis Dresden Nazifrei ist ein Zusammenschluss von antifaschistischen Einzelpersonen, Parteien und Organisationen in Südostsachsen. Das Bündnis organisierte den Widerstand gegen die neonazistischen Gedenkfeiern in Dresden, gegen die in Dresden entstandene Pegida-Bewegung und solidarisierte sich mit Flüchtlingen in Dresden, Freital, Heidenau und vielen weiteren Orten in Sachsen. Stark wendet sich das Bündnis gegen die Instrumentalisierung und Umdeutung des Gedenken an den 13. Februar 1945 durch Gruppierungen der Neuen Rechten, Pegida und rechte und rechtsextreme Parteien wie die AfD und NPD. 

## Geschichte

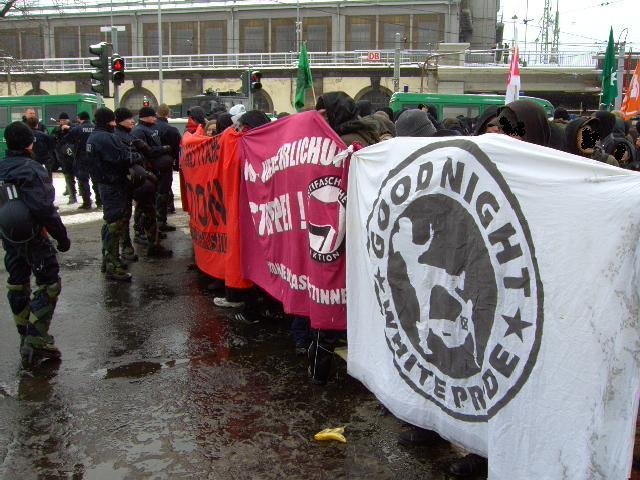
Antifablockade in Dresden 2010

Das Bündnis „Nazifrei! – Dresden stellt sich quer“ entstand im Oktober 2009 als spektrenübergreifendes Bündnis von Menschen, Parteien und Organisationen mit dem Ziel, den damalig größten alljährlichen Aufmarsch von Neonationalsozialisten Europas im Rahmen des Gedenkens an den 13. Februar 1945 (dem Beginn der schwersten Luftangriffe auf Dresden) durch friedliche Massenblockaden zu verhindern. Seitdem ist das Bündnis Hauptorganisator der verschiedenen Gegendemonstrationen an diesen Jahrestagen.
Im Jahr 2010 konnten etwa 5000 Neonazis – 3000 weniger als erwartet – ihren Marsch nicht durchführen und mussten sich auf eine Standkundgebung vor dem Bahnhof Dresden-Neustadt beschränken. Die zum Teil geduldeten, zum Teil von der Polizei gewaltsam geräumten Blockaden tausender Gegendemonstranten bewirkten, dass die Polizei den Marsch auf keiner möglichen Route absichern konnte und ihn darum untersagte und unterband.
Auch am 13. und 19. Februar 2011 (Jahrestag und darauffolgender Sonnabend) verhinderte die Präsenz zahlreicher Gegendemonstranten einen Marsch von Rechtsextremen, nachdem städtische Verbote der Nazi-Demos gerichtlich gescheitert waren. Am 19. Februar kam es dabei neben Sitzblockaden auch zu Ausschreitungen, in dem beispielsweise linke Demonstranten Polizeiketten durchbrachen. Etwa 200 Rechte griffen das alternative Wohnprojekt Praxis in Löbtau ungestört von der Polizei an.
Das Bündnis veranstaltete nach den fremdenfeindlichen Ausschreitungen in Heidenau am 21. und 22. August 2015 große Kundgebungen gegen Fremdenhass in Dresden und organisierte das Willkommensfest am 22. August in Heidenau mit.

## Aktivitäten
Als Kernarbeitspunkte hat das Bündnis:
- Verhinderung von relevanten öffentlichen rechtsextremen Aktivitäten und rassistischer Aktionen in Dresden.
- Protest gegen das institutionalisierte Gedenken im Zusammenhang mit der Bombardierung Dresdens um den 13. Februar 1945 und den „Opfermythos“. Dagegen soll mit eigenen Projekten ganzjährig und nachhaltig die Erinnerungskultur in Dresden geprägt werden.
- Überregionale Solidarität mit antifaschistischen Aktionen gegen rechtsextreme Aktivitäten, organisatorische Unterstützung der Solidaritätskundgebungen für Flüchtlinge unter anderem in Schneeberg, Heidenau und Freital.

### Mahngang „Täterspuren“
Seit 2011 ruft das Bündnis Dresden Nazifrei am 13. Februar, dem Jahrestag der Luftangriffe auf Dresden, zum Mahngang „Täterspuren“ auf. An verschiedenen Stationen in der Stadt wird gezeigt, dass auch Dresden wie auch die meisten anderen deutschen Städte durch das System der Nationalsozialisten geprägt wurde. Es soll für die NS-Geschichte Dresdens sensibilisiert werden und damit ein „Kontrapunkt“ zur offiziellen städtischen Erinnerungspolitik gesetzt werden.

## Auszeichnungen
Im Jahr 2012 wurde dem Bündnis Dresden Nazifrei der Sächsische Förderpreis für Demokratie verliehen. 2015 wurde das Bündnis mit dem Smart Hero Award ausgezeichnet und für den Deutschen Engagementpreis nominiert.